# Jota Linares
Javier Linares Moreno, conocido profesionalmente como Jota Linares (Algodonales, Cádiz, 1982) es un director de cine y asistente de dirección.
Como director, obtuvo diversos premios con su primer cortometraje ¿A quién te llevarías a una isla desierta?, adaptado posteriormente a obra de teatro con el mismo nombre, y que volvió a rodar en 2019, para su estreno en la plataforma Netflix, como largometraje.

## Biografía
Tras comenzar sus estudios de Periodismo los abandonó para estudiar Comunicación Audiovisual, al darse cuenta de que  lo que realmente quería era hacer películas, no hablar sobre ellas.
Durante su periodo de formación en Málaga rodó el cortometraje ¿A quién te llevarías a una isla desierta?, que recibió diversos premios y que en 2012 acabó transformado en obra de teatro en Madrid, con éxito en el circuito off, tanto de crítica y público.  En 2019, con el mismo guion se produjo el largometraje con el mismo nombre emitido a través de la plataforma Netflix.
Ha escrito y dirigido los cortometrajes "3,2 lo que hacen las novias", "Ratas" y "Rubita", premiados en festivales de cine de todo el mundo.[cita requerida] En 2015 empezó a dirigir publicidad de la mano de Brothers Films, rodó spots para marcas como Carrefour, Fairy o El Corte Inglés. En 2017 comienza a rodar el que será su primer largometraje como director, "Animales sin collar", estrenada en 2018, producido por La Canica Films.
Aunque en 2021 ya regaló un prólogo a la novela Cierto que miento del psicólogo Sergio Bero, es en 2022 cuando se estrena como escritor con su novela El último verano, publicado por Editorial Planeta, sobre volver a las raíces para reconciliarse con el pasado.

## Películas
- Animales sin collar (2018)
- ¿A quién te llevarías a una isla desierta? (2019)
- Las niñas de cristal (2022)[5]